# Iziane Castro Marques
Iziane Castro Marques (ur. 13 marca 1982 w São Luís) – brazylijska koszykarka występująca na pozycjach rzucającej oraz niskiej skrzydłowej, reprezentantka kraju, uczestniczka Igrzysk Olimpijskich w Atlancie, w 2004 roku, mistrzostw świata, Ameryki oraz turnieju przedolimpijskiego w 2008.
Występowała w Wisle Kraków.

## Kariera
Przed podpisaniem kontraktu z Wisłą występowała w klubie WNBA - Atlancie Dream, zdobywając średnio 14,4 punktów na mecz. Jeszcze wcześniej reprezentowała m.in. barwy Miami, Phoenix Mercury i Seattle Storm, a w Europie Lugo (Hiszpania), Aix Provence (Francja), Avenidy Salamanca (Hiszpania), Jekaterynburga (Rosja), Hondarribia (Hiszpania), Spartaka Moskwa (Rosja) i Lille (Francja).